# Juan García del Río
Juan García del Río (Cartagena de Indias, 1794 – Città del Messico, 13 maggio 1856) è stato un diplomatico, scrittore e politico colombiano, membro del Consiglio dei Ministri che assunse il potere esecutivo prima che il generale Domingo Caycedo tornasse al potere.

## Primi anni
Figlio dello spagnolo Felipe García del Río, compì gli studi a Cadice dall'età di otto anni, e approfondendo l'indirizzo letterario, in cui ottenne una borsa di studio nel 1810. Nella città andalusa si arruolò nelle truppe che appoggiavano l'invasione napoleonica della Spagna.
Fu richiamato in Colombia dal padre affinché si arruolasse nell'esercito realista di Santa Marta, García del Río fece ritorno nel paese nel 1812, e sebbene si mantenesse fedele alla causa che suo padre gli aveva indicato, alla morte del genitore cambiò di schieramento in omaggio alle sue convinzioni. Nel 1814 fu nominato segretario di José María del Real, ambasciatore a Londra. Nel periodo della Riconquista spagnola della Nuova Granada, giunse in Cile per collaborare con il governo locale.

## Governi australi
García del Río occupò alte cariche nei governi di Cile e Perù. Fu segretario della sezione degli Affari esteri e sottosegretario degli Affari esteri del governo di Bernardo O'Higgins (1817-1823) e segretario degli Affari esteri del governo del generale José de San Martín, con cui aveva stabilito una profonda amicizia dai tempi del suo soggiorno a Cadice.
San Martín lo inviò in Perú come ministro del Governo e degli Affari esteri; durante il suo mandato fondò la Biblioteca Nazionale del Perù ed emanò decreti sulla libertà di stampa e sulla nazionalizzazione. Grazie alla sua esperienza nella legazione della Nuova Granada a Londra che negoziò l'indipendenza della sua terra natale, assunse l'incarico di ministro plenipotenziario del Perù in Europa per fare lo stesso con il paese andino.
Inoltre, fra i suoi incarichi in Perù c'erano quelli di negoziare un prestito a Londra e di procurare la venuta di un principe europeo (il duca di Sussex, un granduca Romanov o il duca di Lucca) perché assumesse il titolo di imperatore costituzionale.

## L'ascesa al potere
Tornato in Colombia, pubblicò nel 1829 le Meditaciones Colombianas, in cui sostenne fermamente l'idea di stabilire un sistema di monarchia costituzionale in Colombia con Bolívar come reggente, appoggiando l'indirizzo seguito dal Consiglio dei Ministri che deteneva il potere esecutivo. Fu deputato al Congresso del 1830, che Bolívar definì ammirabile. In questa assemblea si oppose alla proposta del Libertador di eleggere Joaquín Mosquera presidente della Colombia.
Con la salita al potere del generale Rafael Urdaneta, García del Río divenne Segretario degli Affari esteri. Quando la caduta del governo apparve inevitabile e fu costretto a negoziare la cessione del potere a vantaggio del  generale Caycedo, Urdaneta comparve accompagnato da García del Río al colloquio del 26 aprile 1831 alle Juntas di Apulo, in cui fu deciso che García del Río, José María del Castillo Rada e il generale Florencio Jiménez sarebbero stati i negoziatori del governo per negoziare la resa con i delegati di Caycedo.
García del Río non si dimostrò accondiscendente con l'esigenza della controparte di riconoscere l'esercizio del potere esecutivo a partire dal decreto emanato dal generale Caycedo in cui si dichiarava presidente. Espose l'incostituzionalità dell'atto, però trattandosi di una posizione che non avrebbe permesso di trovare un accordo, Castillo Rada intervenne per proporre che il generale Urdaneta presentasse la sua rinuncia al potere al Consiglio di Stato e che questo organismo riconoscesse Caycedo come incaricato della presidenza.
Il 28 aprile fu firmato il Patto di Apulo, con cui Urdaneta accettava di ritirarsi con i suoi sostenitori a Bogotà, dove giunsero due giorni più tardi. García del Río divenne membro del Consiglio di Stato per ricevere la rinuncia di Urdaneta e per invitare Caycedo ad assumere il potere con un atto costituzionalmente legittimo, ma Caycedo si tenne in disparte, sostenendo la validità del decreto con cui aveva assunto il potere esecutivo come vicepresidente.
Il Consiglio dei Ministri, composto da García del Río, Castillo Rada, De Mendoza y Pey, si incaricò collegialmente del supremo potere fino a quando Caycedo giunse a Bogotà, il 3 maggio 1831. Mentre arrivava in città Alejandro Vélez, segretario designato degli affari esteri, Caycedo mantenne García del Río nel suo incarico e sostenne la sua presenza nel Consiglio di Stato.

## Ultimi incarichi
Come consigliere di stato, García del Río mantenne la sua immodificabile opinione di far sì che il generale Caycedo prestasse giuramento davanti al Consiglio di Stato, in quanto era stato nominato presidente da questo organismo.  Caycedo fece di nuovo valere il suo decreto, ma García del Río insistette che se Caycedo non avesse prestato giuramento e avesse mantenuto il mandato precedente, si poteva considerare la condizione dei sostenitori di Urdaneta e in questo modo sarebbe stato denunciato il Patto di Apulo. Caycedo rispose allora che avrebbe rispettato gli accordi, che non prevedevano il giuramento preteso da García del Río. Il rifiuto del giuramento portò col tempo Caycedo a cedere alle pressioni del generale Obando che cercò con ogni mezzo di indebolire il contenuto del Patto.
Nel 1833 fu nominato ministro delle Finanze dell'Ecuador, poi ministro di Andrés de Santa Cruz e infine fu membro del gabinetto del primo governo del presidente messicano generale Antonio López de Santa Anna. Lasciò un importante patrimonio di pubblicazioni che lo rendono uno dei grandi contributori di idee e promotori della cultura americane.